# Distrito fitogeográfico chaqueño oriental
El distrito fitogeográfico chaqueño oriental, también llamado distrito fitogeográfico chaqueño húmedo es uno de los distritos fitogeográficos en que se divide la provincia fitogeográfica chaqueña. Se encuentra en la región tropical del centro de América del Sur. Incluye formaciones de bosques semixerófilos, selvas en galería, palmares, sabanas, humedales diversos, etc.
Está marcado por una mayor pluviosidad que otros distritos chaqueños, con registros que oscilan entre 1000 y 1550 mm al año (mayormente concentrados en la temporada cálida), lo que determina una riqueza de ambientes acuáticos que se alternan con otros más secos. Estos aspectos están impuestos por los microrelieves y la dinámica del agua, singularidades que permiten diferenciar los siguientes paisajes naturales: Selva en galería; Bosques o Montes Fuertes con las variedades: bosques hidrófilos y bosques climáxicos; bosques bajos abiertos; Sabanas con palmeras; y esteros, cañadas y lagunas.
A partir del 2 de febrero de 2004 parte del Chaco oriental se ha designado e inscripto como sitio Humedales del Chaco en el listado de la Convención sobre los Humedales o Convención de Ramsar; este comprende un área de 508 000 ha, localizada en la franja oriental de los departamentos San Fernando, 1.º de Mayo y Bermejo sobre el eje fluvial Paraguay-Paraná.

## Fisonomías vegetales del Chaco
Teniendo en cuenta sus características climáticas y ecológicas el Chaco puede dividirse, a grandes rasgos, en tres grandes ambientes o regiones naturales: el Chaco Oriental o Húmedo, el Chaco Central o de Transición y el Chaco Occidental o Seco. Esto está especialmente vinculado con la disminución hacia el oeste de las precipitaciones y por ende de la humedad ambiente, factor que incide en la distribución, acumulación y escurrimientos de las aguas, asociado esto a la topografía de escasa pendiente y pequeñas variaciones locales, que determinan un mosaico de paisajes que reflejan diferentes fisonomías vegetales.

## El Chaco y sus ambientes
Teniendo en cuenta sus características climáticas y ecológicas el Chaco puede dividirse, en líneas generales, en tres grandes ambientes o regiones naturales: el Chaco Oriental o Húmedo, el Chaco Central o de Transición y el Chaco Occidental o Seco.
Esto está especialmente vinculado con la disminución hacia el oeste de las precipitaciones y por ende de la humedad ambiente, factor que incide en la distribución, acumulación y escurrimientos de las aguas, asociado esto a la topografía de escasa pendiente y pequeñas variaciones locales, que determinan un mosaico de paisajes que reflejan diferentes fisonomías vegetales.

### El Chaco Occidental o Chaco Seco
Abarca el noroeste de la provincia, región semiárida con una estación seca marcada y una creciente disminución de las lluvias hacia el oeste.
Se caracteriza por el bosque chaqueño occidental que responde a las características de un Bosque Xerófilo tropical, aquí los árboles representan más del 75% de la cobertura vegetal. Sus características más representativas podemos resumirlas en:
- Dominancia de formas arbóreas combinadas con arbustos.
- Comunidad climax representada por bosques de quebracho colorado santiagueño (Schinopsis lorenzii) y quebracho blanco (Aspidosperma quebracho-blanco).
- Caducifolia invernal.
- Hojas reducidas y/o coriáceas.
- Abundancia de espinas.
- Xeroformas con tallos adaptados a reservar agua, como cactus y tunas.
- Abundancia de animales herbívoros y detritofagos.

Los árboles más comunes en el Chaco Occidental son el quebracho blanco (Aspidosperma quebracho-blanco), el quebracho colorado santiagueño (Schinopsis lorenzii) y chaqueño (Schinopsis balansae), los algarrobos (Prosopis), el palo santo (Bulnesia sarmientoi), el itín (Prosopis kuntzei), el vinal (Prosopis ruscifolia), la brea (Cercidium praecox), el mistol (Zizyphus mistol Griseb.), la palma carandilla (Trithrinax campestris), el garabato (Acacia praecox) y otras plantas como las tunas o quimilís, (Opuntia quimilo K.Schum.), cactus -cardones, ucles (Cereus coryne), y cardos (Bromelia).

### El Chaco Central o de Transición
Ecotono o área de transición entre el oriente húmedo y el occidente seco. Es la Región de Parques y Sabanas Secas; ambientes donde se alternan bosques con áreas no inundables cubiertas de pastizales denominadas "pampas" o "abras", de ahí el topónimo o nombre de muchos parajes y localidades del centro chaqueño, como por ejemplo Pampa Florida, Pampa Landriel, Pampa Napenay, Pampa del Infierno, etc. Esta región central es una de las más modificadas por los seres humanos a través de sus obras y actividades productivas, corresponde a la región agrícola por excelencia de nuestra provincia. 
La vegetación natural está compuesta por las mismas especies del oriente pero con un predominio de árboles de maderas duras, ricas en tanino, y adaptados a una estación seca más notoria y de mayor duración como quebrachos colorados y blancos, algarrobos, guayacanes, etc.
Esta región de los Parques y Sabanas Secas está caracterizada por:
- Codominancia de formas arbóreas y herbáceas.
- Comunidad clímax representada por bosques de quebracho colorado chaqueño (Schinopsis balansae y quebracho blanco (Aspidosperma quebracho-blanco). Aparece el quebracho colorado santiagueño (Schinopsis lorenzii) hacia el oeste.
- Caducifolia invernal.
- Dependencia de los microrelives y la dinámica del agua.
- Cadenas alimentarias dominadas por herbívoros y detritívoros.
- Marcada alteración del paisaje natural por acción antrópica (agricultura, ganadería, explotación forestal).

### El Chaco Oriental o Húmedo
Especialmente si tenemos en cuenta las fisonomías o paisajes vegetales dominantes, que se perciben a simple vista y que resultan de la influencia combinada de los factores climáticos, topográficos y edáficos, esta región se corresponde en gran parte con la que Morello, J. y Adámoli, J. (1974) denominan el Chaco de esteros, cañadas y selvas de ribera y Paraguay-Paraná, y que en su trabajo sobre grandes unidades de vegetación y ambiente (GUVA), diferencian las siguientes subregiones:   

Subregión I: Paraguay - Paraná: Espacio sujeto al control del sistema fluvial del Río Paraná que produce alteraciones periódicas y fuertes a través de inundaciones. Fisonómicamente la vegetación está constituida por pajonales, pirizales, embalsados y camalotales que se entremezclan con Selvas de Ribera.
Subregión II: Dorsal Agrícola Paranaense: Área semejante a pampas onduladas que no parece estar afectada por el sistema fluvial vecino donde la vegetación está constituida por pastizales y bosques altos.
Subregión III: Deprimida: Vasta región chata cuya vegetación varía de oeste a este. En el oeste se encuentran enormes pastizales de flechilla (Spartina argentinensis) que se alternan con espartillares (Elionurus sp.) entremezclados con ñandubay (Prosopis algarrobilla). Los bosques son escasos y las cañadas ofrecen gran cantidad de forrajes naturales. Mientras más hacia el este se incluyen bosques de madera dura. 
Subregión IV: Esteros, Cañadas y Selvas de Ribera: Aquí la vegetación es más heterogénea formada por varios tipos de bosques, pastizales y pajonales conformando un mosaico de paisajes vinculados a la topografía, características del suelo y escurrimiento de las aguas.
La región de los Parques, Sabanas y Selvas de Ribera se caracteriza por: 
- Codominancia de formas arbóreas y herbáceas.
- Comunidad climax representada por bosques de quebracho colorado chaqueño (Schinopsis balansae) y quebracho blanco (Aspidosperma quebracho-blanco)
- Dependencia a los microrelives y la dinámica del agua. Gran profusión de ambientes lénticos y lóticos, permanentes y estacionales.
- Abundante vegetación (hidrófitas e higrófitas) y fauna acuática.
- Cadenas alimentarias dominadas por herbívoros y detritívoros.

## Paisajes Naturales del Chaco Oriental

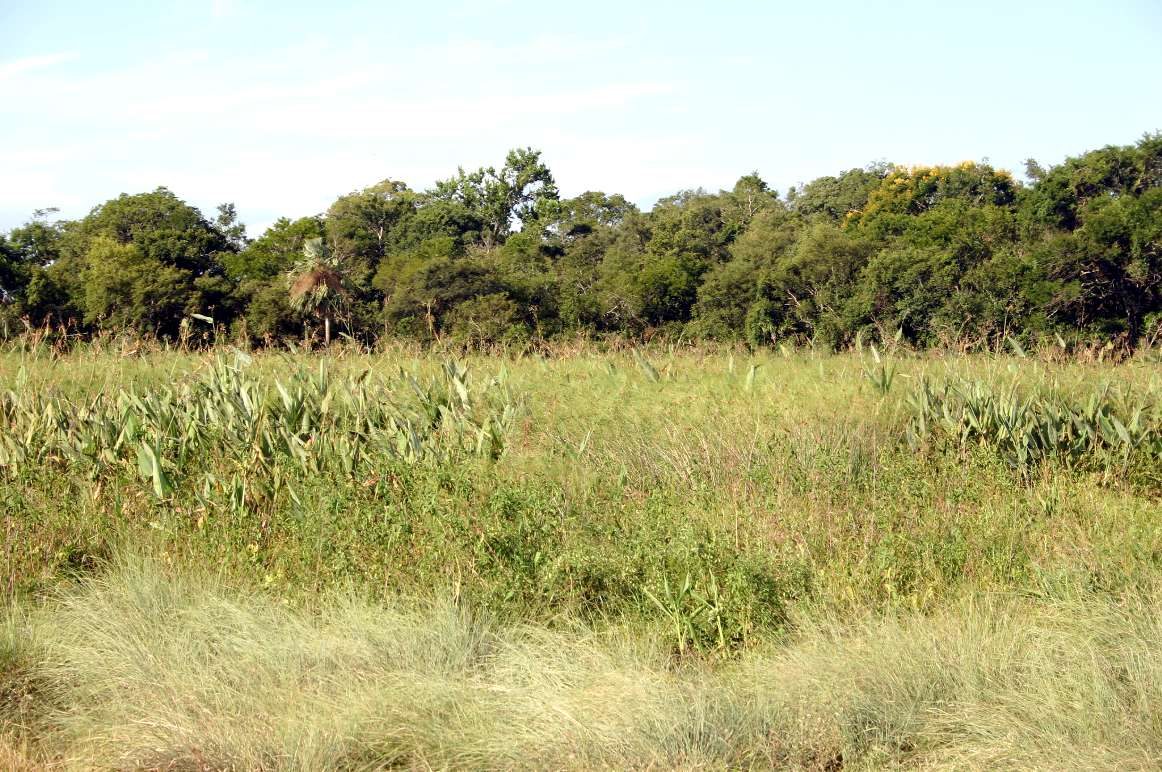
Formación pantanosa, estacionalmente anegada (más de 9 meses al año). Rica en macrófitas.
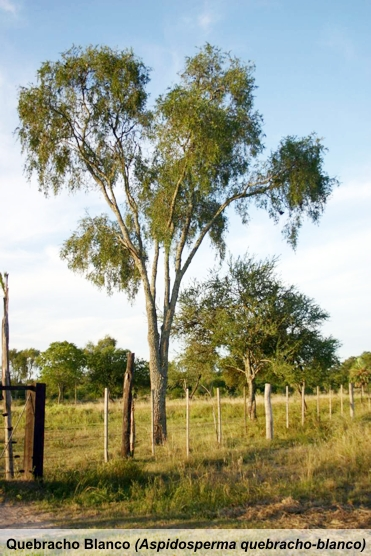
Quebracho blanco, especie típica del Chaco.
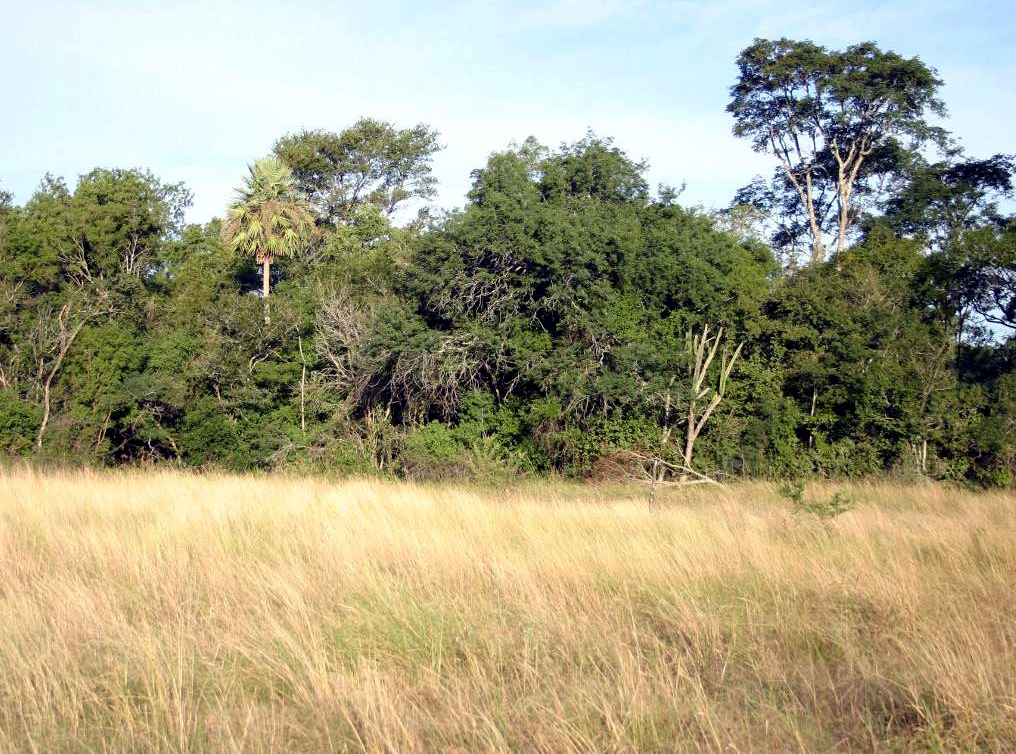
Abra: Pastizal en medio de bosques.
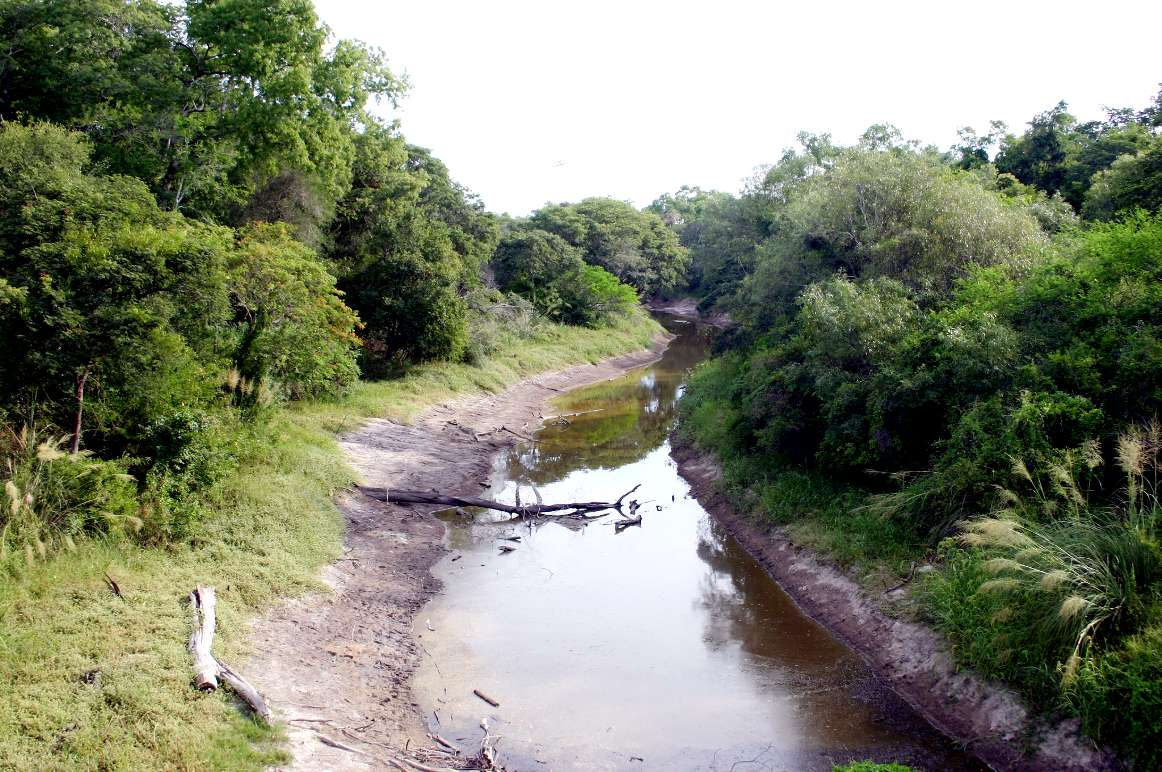
Selva en galería y Bosques de ribera (Bosques riparios:)bosques asociados a cursos o espejos de agua.
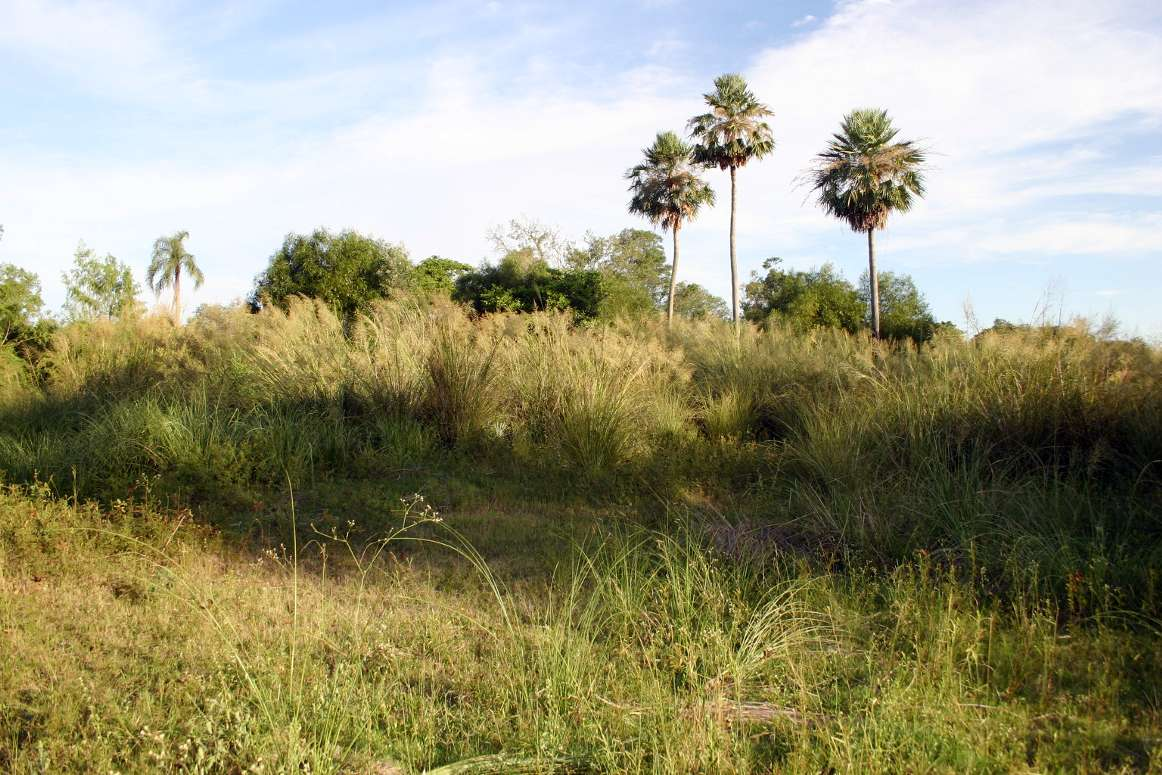
Sabana: Formación típica del Chaco oriental, con predominio de vegetación herbácea alta alternada con bosques y arbustales o palmares (palmera Carandaí - Copernicia alba). Tiene un ciclo estacional de anegamiento por lluvias de comienzos y fines del verano y otro seco por descenso de las lluvias en invierno, cuando da paso a incendios, que actúan como selectores de especies vegetales.
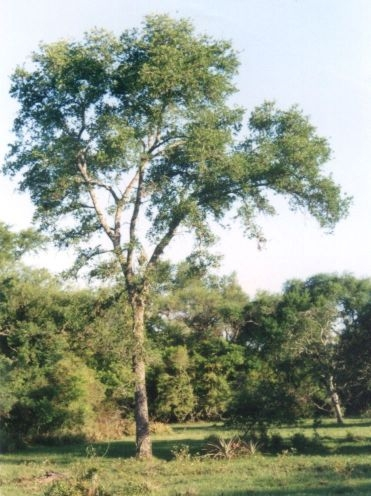
Quebracho colorado (Schinopsis balansae). Árbol del bosque climáxico chaqueño. Fue base de la industria taninera a principios del siglo XX.